# Astrohelix
Astrohelix is een geslacht van slangsterren uit de familie Gorgonocephalidae.

## Soorten
- Astrohelix bellator (Koehler, 1904)
- Astrohelix paucidens Mortensen, 1933